# 吴敏 (1962年)
吴敏（1962年8月—），安徽合肥人，中国科学技术大学教授，安徽信息工程学院院长。

## 生平
1983年本科毕业于安徽师范大学物理系，同年进入蚌埠教育学院（现蚌埠学院）任教。1989年于东南大学获硕士学位，同年入职中国科学技术大学。曾任中国科学技术大学教务处科长、副处长，软件学院总支书记兼副院长。

## 学术贡献
主要从事高等教育、教学与管理、教育技术和教育软件工程的理论及其应用研究，发表研究论文40余篇。先后获得省部级和国家级教学成果奖9项，其中国家级成果二等奖2项、省级教学成果特等奖2项、一等奖3项。兼任教育部高等学校教育技术学专业教学指导委员会副主任委员。